# 1933 în televiziune
1933 în televiziune a implicat o serie de evenimente notabile.
- 23 ianuarie – W9XAL din Kansas City începe să transmită.